# Podróż apostolska Jana Pawła II do Hiszpanii (1993)
Podróż apostolska Jana Pawła II do Hiszpanii – 59. podróż apostolska Jana Pawła II, podczas której w dniach 12-17 czerwca 1993 papież odwiedził Hiszpanię. Podróż związana była z uczestnictwem papieża w 35. Międzynarodowym Kongresem Eucharystycznym odbywającym się w Sewilli, a także pragnieniem Jana Pawła II wezwania Hiszpanii do odrodzenia religijno-moralnego.

## Przebieg pielgrzymki

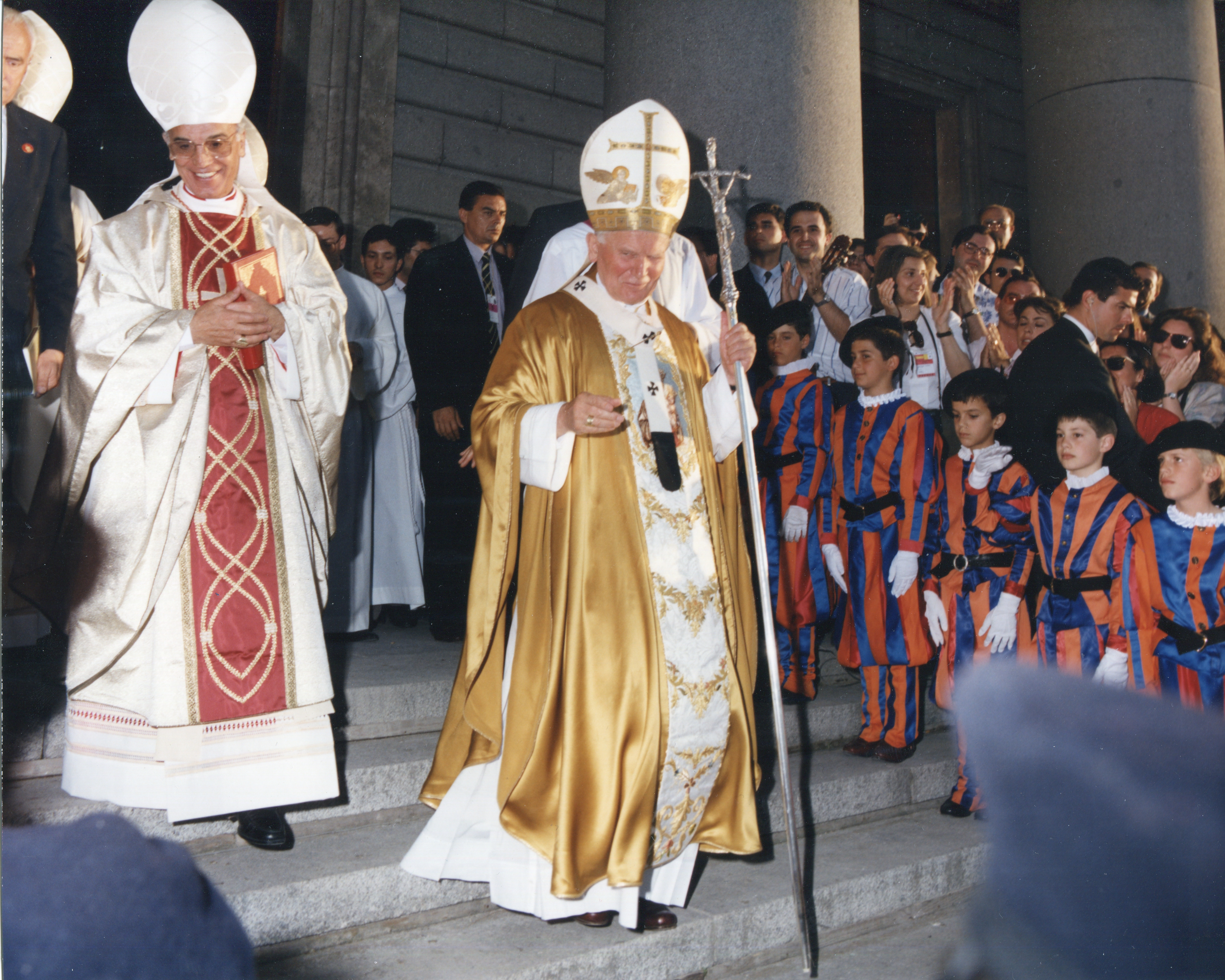
Uroczystości w katedrze de la Almudena (Madryt)

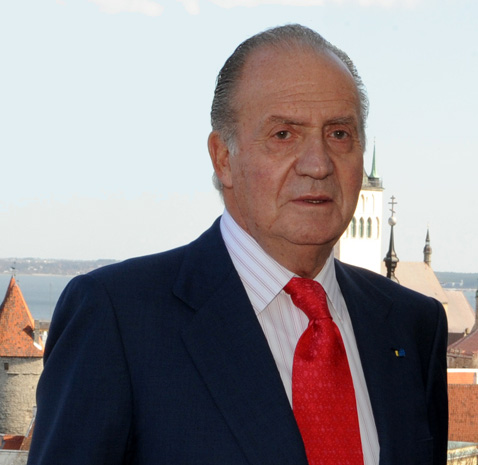
Król Jan Karol I Burbon

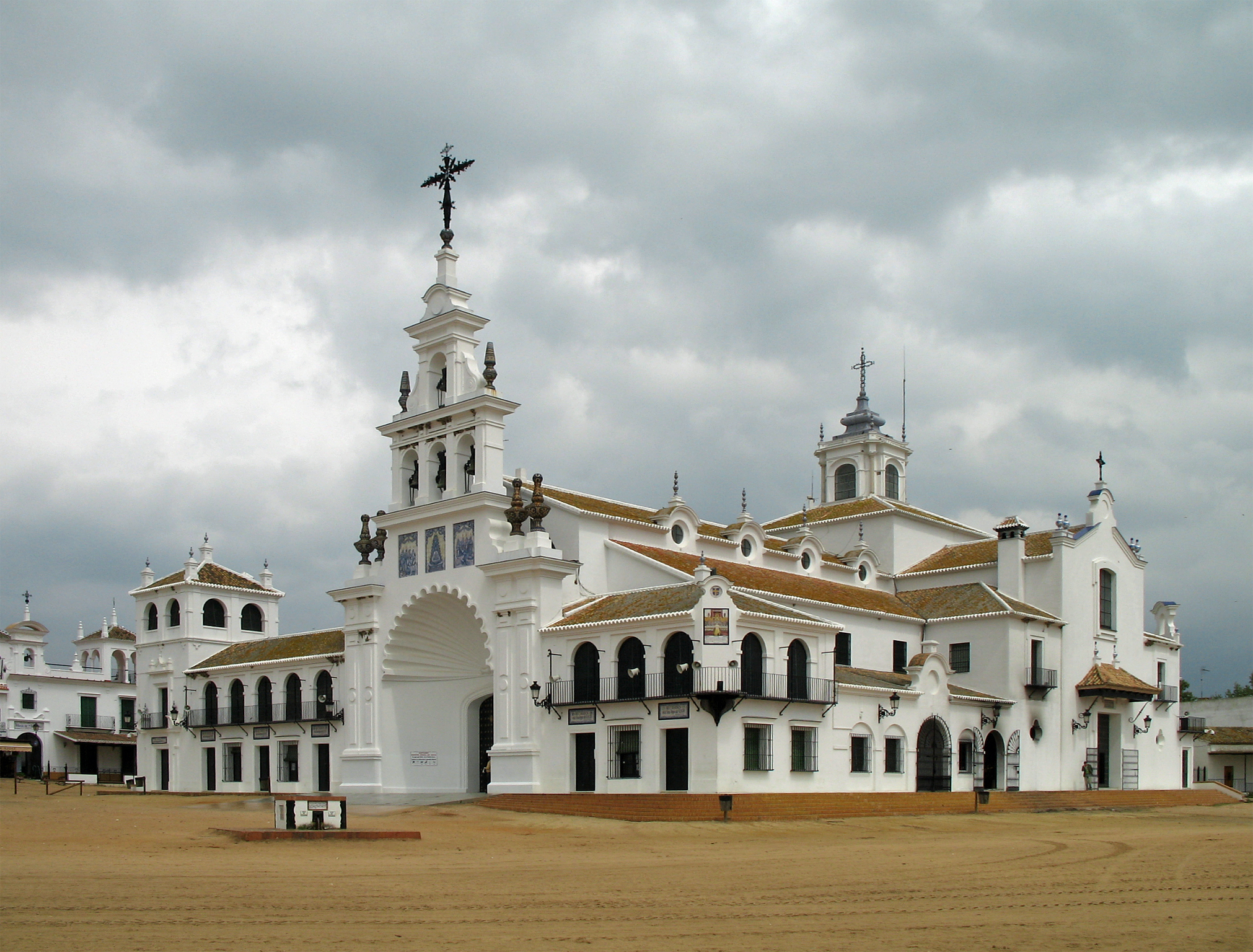
El Rocío

### 12 czerwca 1993 (sobota)
Papież przybył do Sewilli i, po powitaniu przez króla Jana Karola I Burbona oraz nuncjusza apostolskiego, udał się od razu do katedry na adorację Najświętszego Sakramentu. W godzinach popołudniowych wyświęcił 35 kapłanów w pałacu sportowym.

### 13 czerwca 1993 (niedziela)
Papież odprawił mszę kończącą Kongres Eucharystyczny, którą koncelebrowało dwustu biskupów i 1200 kapłanów. Uczestniczyło w niej ponad milion wiernych. Jan Paweł II powiedział m.in.: Świat winien przystanąć, by się zastanowić nad faktem, że wśród tylu dróg, które prowadzą do śmierci, tylko jedna prowadzi do życia. Jest to droga życia wiecznego. Jest to Chrystus. Chrystus - światło narodów. Po mszy papież otworzył rezydencję św. Rafała dla osób starszych w Dos Hermanas.

### 14 czerwca 1993 (poniedziałek)
Jan Paweł II odwiedził diecezję Huelvy: Huelvę, klasztor La Rábida, Moguer, Palos de la Frontera i El Rocío (miejsca związane z odkryciem Ameryki). W La Rábida ukoronował statuę Matki Bożej Cudów, a w trakcie mszy w Huelvie wezwał do nowej ewangelizacji Hiszpanii i świata.

### 15 czerwca 1993 (wtorek)
Papież odbył spotkanie z biskupami w Madrycie, a wieczorem konsekrował madrycką katedrę de la Almudena, której budowa trwała wiele dziesięcioleci. Podczas tych uroczystości papież powiedział: Jest nie do przyjęcia, jako przeciwne Ewangelii, chcieć ograniczyć religię do sfery ściśle prywatnej, zapominając paradoksalnie o wymiarze w swej istocie publicznym i społecznym osoby ludzkiej. Wyjdźcie więc na ulicę, przeżywając swą wiarę z radością, nieście ludziom zbawienie Chrystusa, który winien przenikać rodzinę, szkołę, kulturę i życie polityczne.

### 16 czerwca 1993 (środa)
Rano papież odmówił Jutrznię w Seminarium Wyższym i wygłosił przemówienie do kapłanów i alumnów. W godzinach popołudniowych spotkał się z korpusem dyplomatycznym. Wieczorem odprawił mszę na madryckim Plaza de Colón, podczas której kanonizował pedagoga i przeciwnika masonerii, Henryka de Ossó Cervelló. Podczas mszy mówił o Kościele Domowym, jedności i wierności małżeńskiej, otwartości małżeństw na miłość i płodność, a także ostrzegał przed ślepymi ideologiami, które zaprzeczają transcendencji Boga, skompromitowanych przez historię najnowszą. 

### 17 czerwca 1993 (czwartek)
Podczas pożegnania papież wezwał Hiszpanów do ożywienia chrześcijańskich korzeni kraju. Zapowiedział też następny Kongres Eucharystyczny we Wrocławiu (1997). 